# Basil Radford
Basil Radford (* 25. Juni 1897 in Chester, Cheshire, England; † 20. Oktober 1952 in London, England) war ein britischer Schauspieler.

## Leben und Wirken
Radford war von 1915 bis 1918 Kriegsteilnehmer und wurde nach seiner Entlassung Schauspieler. 1924 gelangte er nach London, von dort führten ihn Gastspiele und Tourneen bis nach Australien und Neuseeland (1927/28), San Francisco und Los Angeles (1929) sowie Vancouver (1931).
Sein Filmdebüt gab Radford während seines Aufenthaltes in Los Angeles. Bekannt wurde er in unterschiedlichen Filmen der 1930er und 1940er Jahre als typisch britischer Gentleman. Auch Alfred Hitchcock setzte ihn wiederholt diesem Rollentypus entsprechend ein, so als Onkel der Hauptfigur in Jung und unschuldig (1937) und nicht zuletzt als Zugreisender in Eine Dame verschwindet, der sich mehr für Cricket-Ergebnisse als die dramatischen Ereignisse im Filmverlauf interessiert. In Eine Dame verschwindet bildete er erstmals ein komödiantisches Duo mit Naunton Wayne. Bis 1949 traten die beiden Schauspieler noch für weitere Filme gemeinsam vor die Kamera, in denen sie meist karikaturenhafte britische Gentleman spielten: „Die beiden waren ein populäres Team, das sich vortrefflich ergänzte.“
Radford starb 1952 im Alter von nur 55 Jahren an einem Herzinfarkt.

## Filmografie (Auswahl)
- 1929: Barnum Was Right
- 1936: Broken Blossoms
- 1937: Gangster, Frauen und Brillanten (Jump for Glory)
- 1937: Jung und unschuldig (Young and Innocent)
- 1938: Eine Dame verschwindet (The Lady Vanishes)
- 1939: Riff-Piraten (Jamaica Inn)
- 1940: Night Train to Munich
- 1945: Traum ohne Ende (Dead of Night)
- 1946: Das gefangene Herz (The Captive Heart)
- 1948: Der Fall Winslow (The Winslow Boy)
- 1948: Quartett (Quartet)
- 1949: Blockade in London (Passport to Pimlico)
- 1949: Freut euch des Lebens (Whisky Galore!)
- 1951: Der galoppierende Major (The Galloping Major)
- 1951: Serum 703 (White Corridors)